# كارل بودتكر
كارل بودتكر (بالنرويجية البوكمول: Carl Bødtker)‏ هو مهندس نرويجي، ولد في 19 مايو 1886، وتوفي في 5 فبراير 1980.